# Volta ao Algarve 2022
Volta ao Algarve 2022 var den 48. udgave af det portugisiske etapeløb Volta ao Algarve. Cykelløbets fem etaper foregik i perioden 16. til 20. februar 2022. Løbet havde en samlet distance på 795,8 km, og var en del UCI ProSeries 2022. Den samlede vinder af løbet blev belgiske Remco Evenepoel fra Quick-Step Alpha Vinyl, for anden gang i karrieren.

## Etaperne
| Etape    | Dato     | Start – Mål                         | type              | Afstand (km) | Elevation (m) | Etapevinder     | Førende rytter  |
| -------- | -------- | ----------------------------------- | ----------------- | ------------ | ------------- | --------------- | --------------- |
| 1. etape | 16. feb. | Portimão – Lagos                    | kuperet etape     | 199,1        | 2.834 m       | Fabio Jakobsen  | Fabio Jakobsen  |
| 2. etape | 17. feb. | Albufeira – Fóia                    | bjergetape        | 182,4        | 4.857 m       | David Gaudu     | David Gaudu     |
| 3. etape | 18. feb. | Almodôvar – Faro                    | kuperet etape     | 209,1        | 2.483 m       | Fabio Jakobsen  | David Gaudu     |
| 4. etape | 19. feb. | Vila Real de Santo António – Tavira | enkeltstart       | 32,2         | 407 m         | Remco Evenepoel | Remco Evenepoel |
| 5. etape | 20. feb. | Lagoa – Alto do Malhão              | middel bjergetape | 173          | 3.612 m       | Sergio Higuita  | Remco Evenepoel |

### 1. etape
| Portimão - Lagos | kuperet etape | (199,1 km) |

| \| Etaperesultat \| Etaperesultat \| Etaperesultat \| Etaperesultat \| Etaperesultat \| \| Rytter \| Rytter \| Hold \| Tid \| \| \| ------------- \| ------------------ \| ---------------------------------- \| ------------- \| ------------- \| \| 1. \| Fabio Jakobsen \| Quick-Step Alpha Vinyl \| 4t 56' 29" \| \| \| 2. \| Bryan Coquard \| Cofidis \| + 0" \| \| \| 3. \| Alexander Kristoff \| Intermarché-Wanty-Gobert Matériaux \| + 0" \| \| \| 4. \| Michele Gazzoli \| Astana Qazaqstan Team \| + 0" \| \| \| 5. \| Rui Oliveira \| UAE Team Emirates \| + 0" \| \| \| 6. \| Bert Van Lerberghe \| Quick-Step Alpha Vinyl \| + 0" \| \| \| 7. \| Remco Evenepoel \| Quick-Step Alpha Vinyl \| + 0" \| \| \| 8. \| Nils Politt \| Bora-Hansgrohe \| + 0" \| \| \| 9. \| Brandon McNulty \| UAE Team Emirates \| + 0" \| \| \| 10. \| Tobias Foss \| Jumbo-Visma \| + 0" \| \| |                    |                                    |            |
| |                    |                                    |            |
| Kilde: ProCyclingStats |                    |                                    |            |
| Etaperesultat |                    |                                    |            |
| Rytter | Rytter             | Hold                               | Tid        |
| 1. | Fabio Jakobsen     | Quick-Step Alpha Vinyl             | 4t 56' 29" |
| 2. | Bryan Coquard      | Cofidis                            | + 0"       |
| 3. | Alexander Kristoff | Intermarché-Wanty-Gobert Matériaux | + 0"       |
| 4. | Michele Gazzoli    | Astana Qazaqstan Team              | + 0"       |
| 5. | Rui Oliveira       | UAE Team Emirates                  | + 0"       |
| 6. | Bert Van Lerberghe | Quick-Step Alpha Vinyl             | + 0"       |
| 7. | Remco Evenepoel    | Quick-Step Alpha Vinyl             | + 0"       |
| 8. | Nils Politt        | Bora-Hansgrohe                     | + 0"       |
| 9. | Brandon McNulty    | UAE Team Emirates                  | + 0"       |
| 10. | Tobias Foss        | Jumbo-Visma                        | + 0"       |

| \| Samlede stilling \| Samlede stilling \| Samlede stilling \| Samlede stilling \| Samlede stilling \| \| Rytter \| Rytter \| Hold \| Tid \| \| \| ---------------- \| ------------------ \| ---------------------------------- \| ---------------- \| ---------------- \| \| 1. \| Fabio Jakobsen \| Quick-Step Alpha Vinyl \| 4t 56' 29" \| \| \| 2. \| Bryan Coquard \| Cofidis \| + 0" \| \| \| 3. \| Alexander Kristoff \| Intermarché-Wanty-Gobert Matériaux \| + 0" \| \| \| 4. \| Michele Gazzoli \| Astana Qazaqstan Team \| + 0" \| \| \| 5. \| Rui Oliveira \| UAE Team Emirates \| + 0" \| \| \| 6. \| Bert Van Lerberghe \| Quick-Step Alpha Vinyl \| + 0" \| \| \| 7. \| Remco Evenepoel \| Quick-Step Alpha Vinyl \| + 0" \| \| \| 8. \| Nils Politt \| Bora-Hansgrohe \| + 0" \| \| \| 9. \| Brandon McNulty \| UAE Team Emirates \| + 0" \| \| \| 10. \| Tobias Foss \| Jumbo-Visma \| + 0" \| \| |                    |                                    |            |
| |                    |                                    |            |
| Kilde: ProCyclingStats |                    |                                    |            |
| Samlede stilling |                    |                                    |            |
| Rytter | Rytter             | Hold                               | Tid        |
| 1. | Fabio Jakobsen     | Quick-Step Alpha Vinyl             | 4t 56' 29" |
| 2. | Bryan Coquard      | Cofidis                            | + 0"       |
| 3. | Alexander Kristoff | Intermarché-Wanty-Gobert Matériaux | + 0"       |
| 4. | Michele Gazzoli    | Astana Qazaqstan Team              | + 0"       |
| 5. | Rui Oliveira       | UAE Team Emirates                  | + 0"       |
| 6. | Bert Van Lerberghe | Quick-Step Alpha Vinyl             | + 0"       |
| 7. | Remco Evenepoel    | Quick-Step Alpha Vinyl             | + 0"       |
| 8. | Nils Politt        | Bora-Hansgrohe                     | + 0"       |
| 9. | Brandon McNulty    | UAE Team Emirates                  | + 0"       |
| 10. | Tobias Foss        | Jumbo-Visma                        | + 0"       |

### 2. etape
| Albufeira - Fóia | bjergetape | (182,4 km) |

| \| Etaperesultat \| Etaperesultat \| Etaperesultat \| Etaperesultat \| Etaperesultat \| \| Rytter \| Rytter \| Hold \| Tid \| \| \| ------------- \| ------------------- \| ---------------------------------- \| ------------- \| ------------- \| \| 1. \| David Gaudu \| Groupama-FDJ \| 4t 50' 51" \| \| \| 2. \| Samuele Battistella \| Astana Qazaqstan Team \| + 1" \| \| \| 3. \| Ethan Hayter \| Ineos Grenadiers \| + 1" \| \| \| 4. \| Brandon McNulty \| UAE Team Emirates \| + 1" \| \| \| 5. \| Daniel Martínez \| Ineos Grenadiers \| + 1" \| \| \| 6. \| Remco Evenepoel \| Quick-Step Alpha Vinyl \| + 1" \| \| \| 7. \| Julien Bernard \| Trek-Segafredo \| + 1" \| \| \| 8. \| Georg Zimmermann \| Intermarché-Wanty-Gobert Matériaux \| + 1" \| \| \| 9. \| Tony Gallopin \| Trek-Segafredo \| + 1" \| \| \| 10. \| Sven Erik Bystrøm \| Intermarché-Wanty-Gobert Matériaux \| + 1" \| \| |                     |                                    |            |
| |                     |                                    |            |
| Kilde: ProCyclingStats |                     |                                    |            |
| Etaperesultat |                     |                                    |            |
| Rytter | Rytter              | Hold                               | Tid        |
| 1. | David Gaudu         | Groupama-FDJ                       | 4t 50' 51" |
| 2. | Samuele Battistella | Astana Qazaqstan Team              | + 1"       |
| 3. | Ethan Hayter        | Ineos Grenadiers                   | + 1"       |
| 4. | Brandon McNulty     | UAE Team Emirates                  | + 1"       |
| 5. | Daniel Martínez     | Ineos Grenadiers                   | + 1"       |
| 6. | Remco Evenepoel     | Quick-Step Alpha Vinyl             | + 1"       |
| 7. | Julien Bernard      | Trek-Segafredo                     | + 1"       |
| 8. | Georg Zimmermann    | Intermarché-Wanty-Gobert Matériaux | + 1"       |
| 9. | Tony Gallopin       | Trek-Segafredo                     | + 1"       |
| 10. | Sven Erik Bystrøm   | Intermarché-Wanty-Gobert Matériaux | + 1"       |

| \| Samlede stilling \| Samlede stilling \| Samlede stilling \| Samlede stilling \| Samlede stilling \| \| Rytter \| Rytter \| Hold \| Tid \| \| \| ---------------- \| ----------------- \| ---------------------------------- \| ---------------- \| ---------------- \| \| 1. \| David Gaudu \| Groupama-FDJ \| 9t 47' 20" \| \| \| 2. \| Brandon McNulty \| UAE Team Emirates \| + 1" \| \| \| 3. \| Remco Evenepoel \| Quick-Step Alpha Vinyl \| + 1" \| \| \| 4. \| Ethan Hayter \| Ineos Grenadiers \| + 1" \| \| \| 5. \| Daniel Martínez \| Ineos Grenadiers \| + 1" \| \| \| 6. \| Julien Bernard \| Trek-Segafredo \| + 1" \| \| \| 7. \| Sven Erik Bystrøm \| Intermarché-Wanty-Gobert Matériaux \| + 1" \| \| \| 8. \| Tony Gallopin \| Trek-Segafredo \| + 8" \| \| \| 9. \| Tom Pidcock \| Ineos Grenadiers \| + 17" \| \| \| 10. \| Dylan van Baarle \| Ineos Grenadiers \| + 18" \| \| |                   |                                    |            |
| |                   |                                    |            |
| Kilde: ProCyclingStats |                   |                                    |            |
| Samlede stilling |                   |                                    |            |
| Rytter | Rytter            | Hold                               | Tid        |
| 1. | David Gaudu       | Groupama-FDJ                       | 9t 47' 20" |
| 2. | Brandon McNulty   | UAE Team Emirates                  | + 1"       |
| 3. | Remco Evenepoel   | Quick-Step Alpha Vinyl             | + 1"       |
| 4. | Ethan Hayter      | Ineos Grenadiers                   | + 1"       |
| 5. | Daniel Martínez   | Ineos Grenadiers                   | + 1"       |
| 6. | Julien Bernard    | Trek-Segafredo                     | + 1"       |
| 7. | Sven Erik Bystrøm | Intermarché-Wanty-Gobert Matériaux | + 1"       |
| 8. | Tony Gallopin     | Trek-Segafredo                     | + 8"       |
| 9. | Tom Pidcock       | Ineos Grenadiers                   | + 17"      |
| 10. | Dylan van Baarle  | Ineos Grenadiers                   | + 18"      |

### 3. etape
| Almodôvar - Faro | kuperet etape | (209,1 km) |

| \| Etaperesultat \| Etaperesultat \| Etaperesultat \| Etaperesultat \| Etaperesultat \| \| Rytter \| Rytter \| Hold \| Tid \| \| \| ------------- \| ------------------ \| ---------------------------------- \| ------------- \| ------------- \| \| 1. \| Fabio Jakobsen \| Quick-Step Alpha Vinyl \| 4t 54' 51" \| \| \| 2. \| Tim Merlier \| Alpecin-Fenix \| + 0" \| \| \| 3. \| Bryan Coquard \| Cofidis \| + 0" \| \| \| 4. \| Alexander Kristoff \| Intermarché-Wanty-Gobert Matériaux \| + 0" \| \| \| 5. \| Hugo Hofstetter \| Arkéa-Samsic \| + 0" \| \| \| 6. \| Clément Russo \| Arkéa-Samsic \| + 0" \| \| \| 7. \| Jordi Meeus \| Bora-Hansgrohe \| + 0" \| \| \| 8. \| Michele Gazzoli \| Astana Qazaqstan Team \| + 0" \| \| \| 9. \| Colin Joyce \| Human Powered Health \| + 0" \| \| \| 10. \| Leangel Linarez \| Tavfer-Mortágua-Ovos Matinados \| + 0" \| \| |                    |                                    |            |
| |                    |                                    |            |
| Kilde: ProCyclingStats |                    |                                    |            |
| Etaperesultat |                    |                                    |            |
| Rytter | Rytter             | Hold                               | Tid        |
| 1. | Fabio Jakobsen     | Quick-Step Alpha Vinyl             | 4t 54' 51" |
| 2. | Tim Merlier        | Alpecin-Fenix                      | + 0"       |
| 3. | Bryan Coquard      | Cofidis                            | + 0"       |
| 4. | Alexander Kristoff | Intermarché-Wanty-Gobert Matériaux | + 0"       |
| 5. | Hugo Hofstetter    | Arkéa-Samsic                       | + 0"       |
| 6. | Clément Russo      | Arkéa-Samsic                       | + 0"       |
| 7. | Jordi Meeus        | Bora-Hansgrohe                     | + 0"       |
| 8. | Michele Gazzoli    | Astana Qazaqstan Team              | + 0"       |
| 9. | Colin Joyce        | Human Powered Health               | + 0"       |
| 10. | Leangel Linarez    | Tavfer-Mortágua-Ovos Matinados     | + 0"       |

| \| Samlede stilling \| Samlede stilling \| Samlede stilling \| Samlede stilling \| Samlede stilling \| \| Rytter \| Rytter \| Hold \| Tid \| \| \| ---------------- \| ----------------- \| ---------------------------------- \| ---------------- \| ---------------- \| \| 1. \| David Gaudu \| Groupama-FDJ \| 14t 42' 11" \| \| \| 2. \| Brandon McNulty \| UAE Team Emirates \| + 1" \| \| \| 3. \| Ethan Hayter \| Ineos Grenadiers \| + 1" \| \| \| 4. \| Remco Evenepoel \| Quick-Step Alpha Vinyl \| + 1" \| \| \| 5. \| Sven Erik Bystrøm \| Intermarché-Wanty-Gobert Matériaux \| + 1" \| \| \| 6. \| Julien Bernard \| Trek-Segafredo \| + 1" \| \| \| 7. \| Daniel Martínez \| Ineos Grenadiers \| + 1" \| \| \| 8. \| Tony Gallopin \| Trek-Segafredo \| + 8" \| \| \| 9. \| Tom Pidcock \| Ineos Grenadiers \| + 17" \| \| \| 10. \| Dylan van Baarle \| Ineos Grenadiers \| + 18" \| \| |                   |                                    |             |
| |                   |                                    |             |
| Kilde: ProCyclingStats |                   |                                    |             |
| Samlede stilling |                   |                                    |             |
| Rytter | Rytter            | Hold                               | Tid         |
| 1. | David Gaudu       | Groupama-FDJ                       | 14t 42' 11" |
| 2. | Brandon McNulty   | UAE Team Emirates                  | + 1"        |
| 3. | Ethan Hayter      | Ineos Grenadiers                   | + 1"        |
| 4. | Remco Evenepoel   | Quick-Step Alpha Vinyl             | + 1"        |
| 5. | Sven Erik Bystrøm | Intermarché-Wanty-Gobert Matériaux | + 1"        |
| 6. | Julien Bernard    | Trek-Segafredo                     | + 1"        |
| 7. | Daniel Martínez   | Ineos Grenadiers                   | + 1"        |
| 8. | Tony Gallopin     | Trek-Segafredo                     | + 8"        |
| 9. | Tom Pidcock       | Ineos Grenadiers                   | + 17"       |
| 10. | Dylan van Baarle  | Ineos Grenadiers                   | + 18"       |

### 4. etape
| Vila Real de Santo António - Tavira | enkeltstart | (32,2 km) |

| \| Etaperesultat \| Etaperesultat \| Etaperesultat \| Etaperesultat \| Etaperesultat \| \| Rytter \| Rytter \| Hold \| Tid \| \| \| ------------- \| ------------------ \| ---------------------- \| ------------- \| ------------- \| \| 1. \| Remco Evenepoel \| Quick-Step Alpha Vinyl \| 37' 49" \| \| \| 2. \| Stefan Küng \| Groupama-FDJ \| + 58" \| \| \| 3. \| Ethan Hayter \| Ineos Grenadiers \| + 1' 06" \| \| \| 4. \| Tobias Foss \| Jumbo-Visma \| + 1' 11" \| \| \| 5. \| Brandon McNulty \| UAE Team Emirates \| + 1' 25" \| \| \| 6. \| Thibault Guernalec \| Arkéa-Samsic \| + 1' 27" \| \| \| 7. \| Daniel Martínez \| Ineos Grenadiers \| + 1' 30" \| \| \| 8. \| Daan Hoole \| Trek-Segafredo \| + 1' 38" \| \| \| 9. \| David Gaudu \| Groupama-FDJ \| + 2' 09" \| \| \| 10. \| Connor Swift \| Arkéa-Samsic \| + 2' 12" \| \| |                    |                        |          |
| |                    |                        |          |
| Kilde: ProCyclingStats |                    |                        |          |
| Etaperesultat |                    |                        |          |
| Rytter | Rytter             | Hold                   | Tid      |
| 1. | Remco Evenepoel    | Quick-Step Alpha Vinyl | 37' 49"  |
| 2. | Stefan Küng        | Groupama-FDJ           | + 58"    |
| 3. | Ethan Hayter       | Ineos Grenadiers       | + 1' 06" |
| 4. | Tobias Foss        | Jumbo-Visma            | + 1' 11" |
| 5. | Brandon McNulty    | UAE Team Emirates      | + 1' 25" |
| 6. | Thibault Guernalec | Arkéa-Samsic           | + 1' 27" |
| 7. | Daniel Martínez    | Ineos Grenadiers       | + 1' 30" |
| 8. | Daan Hoole         | Trek-Segafredo         | + 1' 38" |
| 9. | David Gaudu        | Groupama-FDJ           | + 2' 09" |
| 10. | Connor Swift       | Arkéa-Samsic           | + 2' 12" |

| \| Samlede stilling \| Samlede stilling \| Samlede stilling \| Samlede stilling \| Samlede stilling \| \| Rytter \| Rytter \| Hold \| Tid \| \| \| ---------------- \| ------------------ \| ---------------------------------- \| ---------------- \| ---------------- \| \| 1. \| Remco Evenepoel \| Quick-Step Alpha Vinyl \| 15t 20' 01" \| \| \| 2. \| Ethan Hayter \| Ineos Grenadiers \| + 1' 06" \| \| \| 3. \| Brandon McNulty \| UAE Team Emirates \| + 1' 25" \| \| \| 4. \| Daniel Martínez \| Ineos Grenadiers \| + 1' 30" \| \| \| 5. \| Stefan Küng \| Groupama-FDJ \| + 1' 43" \| \| \| 6. \| Tobias Foss \| Jumbo-Visma \| + 1' 51" \| \| \| 7. \| David Gaudu \| Groupama-FDJ \| + 2' 08" \| \| \| 8. \| Thibault Guernalec \| Arkéa-Samsic \| + 2' 08" \| \| \| 9. \| Dylan van Baarle \| Ineos Grenadiers \| + 2' 37" \| \| \| 10. \| Sven Erik Bystrøm \| Intermarché-Wanty-Gobert Matériaux \| + 2' 40" \| \| |                    |                                    |             |
| |                    |                                    |             |
| Kilde: ProCyclingStats |                    |                                    |             |
| Samlede stilling |                    |                                    |             |
| Rytter | Rytter             | Hold                               | Tid         |
| 1. | Remco Evenepoel    | Quick-Step Alpha Vinyl             | 15t 20' 01" |
| 2. | Ethan Hayter       | Ineos Grenadiers                   | + 1' 06"    |
| 3. | Brandon McNulty    | UAE Team Emirates                  | + 1' 25"    |
| 4. | Daniel Martínez    | Ineos Grenadiers                   | + 1' 30"    |
| 5. | Stefan Küng        | Groupama-FDJ                       | + 1' 43"    |
| 6. | Tobias Foss        | Jumbo-Visma                        | + 1' 51"    |
| 7. | David Gaudu        | Groupama-FDJ                       | + 2' 08"    |
| 8. | Thibault Guernalec | Arkéa-Samsic                       | + 2' 08"    |
| 9. | Dylan van Baarle   | Ineos Grenadiers                   | + 2' 37"    |
| 10. | Sven Erik Bystrøm  | Intermarché-Wanty-Gobert Matériaux | + 2' 40"    |

### 5. etape
| Lagoa - Alto do Malhão | middel bjergetape | (173 km) |

| \| Etaperesultat \| Etaperesultat \| Etaperesultat \| Etaperesultat \| Etaperesultat \| \| Rytter \| Rytter \| Hold \| Tid \| \| \| ------------- \| -------------------- \| ---------------------------------- \| ------------- \| ------------- \| \| 1. \| Sergio Higuita \| Bora-Hansgrohe \| 4t 14' 53" \| \| \| 2. \| Daniel Martínez \| Ineos Grenadiers \| + 0" \| \| \| 3. \| Brandon McNulty \| UAE Team Emirates \| + 1" \| \| \| 4. \| David Gaudu \| Groupama-FDJ \| + 1" \| \| \| 5. \| Remco Evenepoel \| Quick-Step Alpha Vinyl \| + 9" \| \| \| 6. \| Tobias Foss \| Jumbo-Visma \| + 22" \| \| \| 7. \| Jay Vine \| Alpecin-Fenix \| + 22" \| \| \| 8. \| Frederico Figueiredo \| Glassdrive-Q8-Anicolor \| + 40" \| \| \| 9. \| Sven Erik Bystrøm \| Intermarché-Wanty-Gobert Matériaux \| + 42" \| \| \| 10. \| Ethan Hayter \| Ineos Grenadiers \| + 42" \| \| |                      |                                    |            |
| |                      |                                    |            |
| Kilde: ProCyclingStats |                      |                                    |            |
| Etaperesultat |                      |                                    |            |
| Rytter | Rytter               | Hold                               | Tid        |
| 1. | Sergio Higuita       | Bora-Hansgrohe                     | 4t 14' 53" |
| 2. | Daniel Martínez      | Ineos Grenadiers                   | + 0"       |
| 3. | Brandon McNulty      | UAE Team Emirates                  | + 1"       |
| 4. | David Gaudu          | Groupama-FDJ                       | + 1"       |
| 5. | Remco Evenepoel      | Quick-Step Alpha Vinyl             | + 9"       |
| 6. | Tobias Foss          | Jumbo-Visma                        | + 22"      |
| 7. | Jay Vine             | Alpecin-Fenix                      | + 22"      |
| 8. | Frederico Figueiredo | Glassdrive-Q8-Anicolor             | + 40"      |
| 9. | Sven Erik Bystrøm    | Intermarché-Wanty-Gobert Matériaux | + 42"      |
| 10. | Ethan Hayter         | Ineos Grenadiers                   | + 42"      |

## Resultater
| \| Samlede stilling \| Samlede stilling \| Samlede stilling \| Samlede stilling \| Samlede stilling \| \| Rytter \| Rytter \| Hold \| Tid \| \| \| ---------------- \| ------------------ \| ---------------------------------- \| ---------------- \| ---------------- \| \| 1. \| Remco Evenepoel \| Quick-Step Alpha Vinyl \| 19t 35' 03" \| \| \| 2. \| Brandon McNulty \| UAE Team Emirates \| + 1' 17" \| \| \| 3. \| Daniel Martínez \| Ineos Grenadiers \| + 1' 21" \| \| \| 4. \| Ethan Hayter \| Ineos Grenadiers \| + 1' 39" \| \| \| 5. \| David Gaudu \| Groupama-FDJ \| + 2' 00" \| \| \| 6. \| Tobias Foss \| Jumbo-Visma \| + 2' 04" \| \| \| 7. \| Stefan Küng \| Groupama-FDJ \| + 2' 16" \| \| \| 8. \| Thibault Guernalec \| Arkéa-Samsic \| + 2' 41" \| \| \| 9. \| Sven Erik Bystrøm \| Intermarché-Wanty-Gobert Matériaux \| + 3' 13" \| \| \| 10. \| Dylan van Baarle \| Ineos Grenadiers \| + 3' 38" \| \| |                    |                                    |             |
| |                    |                                    |             |
| Kilde: ProCyclingStats |                    |                                    |             |
| Samlede stilling |                    |                                    |             |
| Rytter | Rytter             | Hold                               | Tid         |
| 1. | Remco Evenepoel    | Quick-Step Alpha Vinyl             | 19t 35' 03" |
| 2. | Brandon McNulty    | UAE Team Emirates                  | + 1' 17"    |
| 3. | Daniel Martínez    | Ineos Grenadiers                   | + 1' 21"    |
| 4. | Ethan Hayter       | Ineos Grenadiers                   | + 1' 39"    |
| 5. | David Gaudu        | Groupama-FDJ                       | + 2' 00"    |
| 6. | Tobias Foss        | Jumbo-Visma                        | + 2' 04"    |
| 7. | Stefan Küng        | Groupama-FDJ                       | + 2' 16"    |
| 8. | Thibault Guernalec | Arkéa-Samsic                       | + 2' 41"    |
| 9. | Sven Erik Bystrøm  | Intermarché-Wanty-Gobert Matériaux | + 3' 13"    |
| 10. | Dylan van Baarle   | Ineos Grenadiers                   | + 3' 38"    |

| Samlede stilling | Samlede stilling   | Samlede stilling                   | Samlede stilling | Samlede stilling |
| Rytter           | Rytter             | Hold                               | Tid              |                  |
| ---------------- | ------------------ | ---------------------------------- | ---------------- | ---------------- |
| 1.               | Remco Evenepoel    | Quick-Step Alpha Vinyl             | 19t 35' 03"      |                  |
| 2.               | Brandon McNulty    | UAE Team Emirates                  | + 1' 17"         |                  |
| 3.               | Daniel Martínez    | Ineos Grenadiers                   | + 1' 21"         |                  |
| 4.               | Ethan Hayter       | Ineos Grenadiers                   | + 1' 39"         |                  |
| 5.               | David Gaudu        | Groupama-FDJ                       | + 2' 00"         |                  |
| 6.               | Tobias Foss        | Jumbo-Visma                        | + 2' 04"         |                  |
| 7.               | Stefan Küng        | Groupama-FDJ                       | + 2' 16"         |                  |
| 8.               | Thibault Guernalec | Arkéa-Samsic                       | + 2' 41"         |                  |
| 9.               | Sven Erik Bystrøm  | Intermarché-Wanty-Gobert Matériaux | + 3' 13"         |                  |
| 10.              | Dylan van Baarle   | Ineos Grenadiers                   | + 3' 38"         |                  |

| Pointkonkurrence | Pointkonkurrence   | Pointkonkurrence                   | Pointkonkurrence | Pointkonkurrence |
| Rytter           | Rytter             | Hold                               | Point            |                  |
| ---------------- | ------------------ | ---------------------------------- | ---------------- | ---------------- |
| 1.               | Fabio Jakobsen     | Quick-Step Alpha Vinyl             | 51 point         |                  |
| 2.               | Bryan Coquard      | Cofidis                            | 36 point         |                  |
| 3.               | Alexander Kristoff | Intermarché-Wanty-Gobert Matériaux | 29 point         |                  |
| 4.               | David Gaudu        | Groupama-FDJ                       | 23 point         |                  |
| 5.               | Brandon McNulty    | UAE Team Emirates                  | 20 point         |                  |
| 6.               | Tim Merlier        | Alpecin-Fenix                      | 20 point         |                  |
| 7.               | Daniel Martínez    | Ineos Grenadiers                   | 18 point         |                  |
| 8.               | Remco Evenepoel    | Quick-Step Alpha Vinyl             | 17 point         |                  |
| 9.               | Michele Gazzoli    | Astana Qazaqstan Team              | 17 point         |                  |
| 10.              | Sergio Higuita     | Bora-Hansgrohe                     | 15 point         |                  |

| Pointkonkurrence | Pointkonkurrence   | Pointkonkurrence                   | Pointkonkurrence | Pointkonkurrence |
| Rytter           | Rytter             | Hold                               | Point            |                  |
| ---------------- | ------------------ | ---------------------------------- | ---------------- | ---------------- |
| 1.               | Fabio Jakobsen     | Quick-Step Alpha Vinyl             | 51 point         |                  |
| 2.               | Bryan Coquard      | Cofidis                            | 36 point         |                  |
| 3.               | Alexander Kristoff | Intermarché-Wanty-Gobert Matériaux | 29 point         |                  |
| 4.               | David Gaudu        | Groupama-FDJ                       | 23 point         |                  |
| 5.               | Brandon McNulty    | UAE Team Emirates                  | 20 point         |                  |
| 6.               | Tim Merlier        | Alpecin-Fenix                      | 20 point         |                  |
| 7.               | Daniel Martínez    | Ineos Grenadiers                   | 18 point         |                  |
| 8.               | Remco Evenepoel    | Quick-Step Alpha Vinyl             | 17 point         |                  |
| 9.               | Michele Gazzoli    | Astana Qazaqstan Team              | 17 point         |                  |
| 10.              | Sergio Higuita     | Bora-Hansgrohe                     | 15 point         |                  |

| Bjergkonkurrence | Bjergkonkurrence     | Bjergkonkurrence               | Bjergkonkurrence | Bjergkonkurrence |
| Rytter           | Rytter               | Hold                           | Point            |                  |
| ---------------- | -------------------- | ------------------------------ | ---------------- | ---------------- |
| 1.               | João Matias          | Tavfer-Mortágua-Ovos Matinados | 15 point         |                  |
| 2.               | David Gaudu          | Groupama-FDJ                   | 12 point         |                  |
| 3.               | Dries De Bondt       | Alpecin-Fenix                  | 10 point         |                  |
| 4.               | Ethan Hayter         | Ineos Grenadiers               | 9 point          |                  |
| 5.               | Brandon McNulty      | UAE Team Emirates              | 7 point          |                  |
| 6.               | Jonathan Castroviejo | Ineos Grenadiers               | 7 point          |                  |
| 7.               | Sergio Higuita       | Bora-Hansgrohe                 | 6 point          |                  |
| 8.               | Ben Tulett           | Ineos Grenadiers               | 6 point          |                  |
| 9.               | Daniel Martínez      | Ineos Grenadiers               | 6 point          |                  |
| 10.              | José Neves           | W52-FC Porto                   | 4 point          |                  |

| Bjergkonkurrence | Bjergkonkurrence     | Bjergkonkurrence               | Bjergkonkurrence | Bjergkonkurrence |
| Rytter           | Rytter               | Hold                           | Point            |                  |
| ---------------- | -------------------- | ------------------------------ | ---------------- | ---------------- |
| 1.               | João Matias          | Tavfer-Mortágua-Ovos Matinados | 15 point         |                  |
| 2.               | David Gaudu          | Groupama-FDJ                   | 12 point         |                  |
| 3.               | Dries De Bondt       | Alpecin-Fenix                  | 10 point         |                  |
| 4.               | Ethan Hayter         | Ineos Grenadiers               | 9 point          |                  |
| 5.               | Brandon McNulty      | UAE Team Emirates              | 7 point          |                  |
| 6.               | Jonathan Castroviejo | Ineos Grenadiers               | 7 point          |                  |
| 7.               | Sergio Higuita       | Bora-Hansgrohe                 | 6 point          |                  |
| 8.               | Ben Tulett           | Ineos Grenadiers               | 6 point          |                  |
| 9.               | Daniel Martínez      | Ineos Grenadiers               | 6 point          |                  |
| 10.              | José Neves           | W52-FC Porto                   | 4 point          |                  |

| Ungdomskonkurrence | Ungdomskonkurrence     | Ungdomskonkurrence               | Ungdomskonkurrence | Ungdomskonkurrence |
| Rytter             | Rytter                 | Hold                             | Tid                |                    |
| ------------------ | ---------------------- | -------------------------------- | ------------------ | ------------------ |
| 1.                 | Remco Evenepoel        | Quick-Step Alpha Vinyl           | 19t 35' 03"        |                    |
| 2.                 | Johannes Staune-Mittet | Jumbo-Visma                      | + 11' 32"          |                    |
| 3.                 | Pedro Pinto            | Tavfer-Mortágua-Ovos Matinados   | + 12' 05"          |                    |
| 4.                 | António Ferreira       | Kelly-Simoldes-UDO               | + 26' 10"          |                    |
| 5.                 | Afonso Silva           | Kelly-Simoldes-UDO               | + 27' 11"          |                    |
| 6.                 | Vinicio Rodrigues      | Rádio Popular-Paredes-Boavista   | + 32' 56"          |                    |
| 7.                 | Michel Heßmann         | Jumbo-Visma                      | + 33' 45"          |                    |
| 8.                 | Hélder Gonçalves       | Kelly-Simoldes-UDO               | + 34' 00"          |                    |
| 9.                 | Rúben Simão            | LA Alumínios-Credibom-Marcos Car | + 39' 19"          |                    |
| 10.                | Ben Tulett             | Ineos Grenadiers                 | + 39' 51"          |                    |

| Ungdomskonkurrence | Ungdomskonkurrence     | Ungdomskonkurrence               | Ungdomskonkurrence | Ungdomskonkurrence |
| Rytter             | Rytter                 | Hold                             | Tid                |                    |
| ------------------ | ---------------------- | -------------------------------- | ------------------ | ------------------ |
| 1.                 | Remco Evenepoel        | Quick-Step Alpha Vinyl           | 19t 35' 03"        |                    |
| 2.                 | Johannes Staune-Mittet | Jumbo-Visma                      | + 11' 32"          |                    |
| 3.                 | Pedro Pinto            | Tavfer-Mortágua-Ovos Matinados   | + 12' 05"          |                    |
| 4.                 | António Ferreira       | Kelly-Simoldes-UDO               | + 26' 10"          |                    |
| 5.                 | Afonso Silva           | Kelly-Simoldes-UDO               | + 27' 11"          |                    |
| 6.                 | Vinicio Rodrigues      | Rádio Popular-Paredes-Boavista   | + 32' 56"          |                    |
| 7.                 | Michel Heßmann         | Jumbo-Visma                      | + 33' 45"          |                    |
| 8.                 | Hélder Gonçalves       | Kelly-Simoldes-UDO               | + 34' 00"          |                    |
| 9.                 | Rúben Simão            | LA Alumínios-Credibom-Marcos Car | + 39' 19"          |                    |
| 10.                | Ben Tulett             | Ineos Grenadiers                 | + 39' 51"          |                    |

### Holdkonkurrencen
| Holdkonkurrence | Holdkonkurrence  | Holdkonkurrence | Holdkonkurrence |
| Hold            | Hold             | Tid             |                 |
| --------------- | ---------------- | --------------- | --------------- |
| 1.              | Ineos Grenadiers | 58t 51' 40"     |                 |
| 2.              | Arkéa-Samsic     | + 3' 57"        |                 |
| 3.              | Groupama-FDJ     | + 6' 26"        |                 |
| 4.              | Trek-Segafredo   | + 13' 20"       |                 |
| 5.              | Jumbo-Visma      | + 14' 27"       |                 |

## Hold og ryttere
| UCI WorldTeams (10)- Quick-Step Alpha Vinyl - Ineos Grenadiers - Jumbo-Visma - UAE Team Emirates - Bora-Hansgrohe - Astana Qazaqstan Team - Intermarché-Wanty-Gobert Matériaux - Groupama-FDJ - Trek-Segafredo - Cofidis UCI ProTeams (5)- Alpecin-Fenix - Caja Rural-Seguros RGA - Euskaltel-Euskadi - Human Powered Health - Arkéa-Samsic UCI Kontinentalhold (10)- Atum General-Tavira-Maria Nova Hotel - Aviludo-Louletano-Loulé Concelho - Efapel Cycling - ABTF Betão-Feirense - Glassdrive-Q8-Anicolor - Kelly-InOutBuild-UD Oliveirense - LA Alumínios-Credibom-Marcos Car - Rádio Popular-Paredes-Boavista - Tavfer-Mortágua-Ovos Matinados - W52-FC Porto |
| |

### Danske ryttere
| Danske ryttere på startlisten |                |                        |           |
| Rygnummer                     | Rytter         | Hold                   | Placering |
| 71                            | Kasper Asgreen | Quick-Step Alpha Vinyl | 79        |
| 85                            | Alexander Kamp | Trek-Segafredo         | 115       |

* DNF = gennemførte ikke

## Startliste
| Ineos Grenadiers IGD | Ineos Grenadiers IGD                | Ineos Grenadiers IGD |
| -------------------- | ----------------------------------- | -------------------- |
| Nr.                  | Rytter                              | Placering            |
| 1                    | Ethan Hayter (GBR) (enkeltstart)    | 4.                   |
| 2                    | Jonathan Castroviejo (ESP)          | 29.                  |
| 3                    | Daniel Martínez (COL) (enkeltstart) | 3.                   |
| 4                    | Tom Pidcock (GBR)                   | DNF-5                |
| 5                    | Geraint Thomas (GBR)                | 62.                  |
| 6                    | Ben Tulett (GBR)                    | 102.                 |
| 7                    | Dylan van Baarle (NED)              | 10.                  |

| Astana Qazaqstan Team AST | Astana Qazaqstan Team AST | Astana Qazaqstan Team AST |
| ------------------------- | ------------------------- | ------------------------- |
| Nr.                       | Rytter                    | Placering                 |
| 11                        | Samuele Battistella (ITA) | DNF-5                     |
| 12                        | Javier Romo (ESP)         | DNF-5                     |
| 13                        | Leonardo Basso (ITA)      | 107.                      |
| 14                        | Joe Dombrowski (USA)      | 125.                      |
| 15                        | Michele Gazzoli (ITA)     | 96.                       |
| 16                        | Dmitrij Gruzdev (KAZ)     | 81.                       |
| 17                        | Davide Martinelli (ITA)   | 99.                       |

| Bora-Hansgrohe BOH | Bora-Hansgrohe BOH              | Bora-Hansgrohe BOH |
| ------------------ | ------------------------------- | ------------------ |
| Nr.                | Rytter                          | Placering          |
| 21                 | Sergio Higuita (COL) (landevej) | 13.                |
| 22                 | Luis-Joe Lührs (GER)            | DNF-3              |
| 23                 | Jonas Koch (GER)                | 40.                |
| 24                 | Jordi Meeus (BEL)               | 116.               |
| 25                 | Anton Palzer (GER)              | 24.                |
| 26                 | Nils Politt (GER)               | DNS-2              |
| 27                 | Lukas Pöstlberger (AUT)         | 95.                |

| Cofidis COF | Cofidis COF                      | Cofidis COF |
| ----------- | -------------------------------- | ----------- |
| Nr.         | Rytter                           | Placering   |
| 31          | Jon Izagirre (ESP) (enkeltstart) | DNF-2       |
| 32          | Jelle Wallays (BEL)              | DNS-1       |
| 33          | Tom Bohli (SUI)                  | 97.         |
| 34          | Davide Cimolai (ITA)             | 113.        |
| 35          | Bryan Coquard (FRA)              | 71.         |
| 36          | José Herrada (ESP)               | 20.         |
| 37          | André Carvalho (POR)             | 39.         |

| Groupama-FDJ GFC | Groupama-FDJ GFC                | Groupama-FDJ GFC |
| ---------------- | ------------------------------- | ---------------- |
| Nr.              | Rytter                          | Placering        |
| 41               | David Gaudu (FRA)               | 5.               |
| 42               | Stefan Küng (SUI) (enkeltstart) | 7.               |
| 43               | Olivier Le Gac (FRA)            | 44.              |
| 44               | Fabian Lienhard (SUI)           | 101.             |
| 45               | Attila Valter (HUN)             | 38.              |
| 46               | Lars van den Berg (NED)         | DNF-2            |

| Intermarché-Wanty-Gobert Matériaux IWG | Intermarché-Wanty-Gobert Matériaux IWG | Intermarché-Wanty-Gobert Matériaux IWG |
| -------------------------------------- | -------------------------------------- | -------------------------------------- |
| Nr.                                    | Rytter                                 | Placering                              |
| 51                                     | Sven Erik Bystrøm (NOR)                | 9.                                     |
| 52                                     | Loïc Vliegen (BEL)                     | 56.                                    |
| 53                                     | Aimé De Gendt (BEL)                    | 82.                                    |
| 54                                     | Alexander Kristoff (NOR)               | 98.                                    |
| 55                                     | Andrea Pasqualon (ITA)                 | DNS-3                                  |
| 56                                     | Adrien Petit (FRA)                     | 64.                                    |
| 57                                     | Georg Zimmermann (GER)                 | 18.                                    |

| Jumbo-Visma TJV | Jumbo-Visma TJV              | Jumbo-Visma TJV |
| --------------- | ---------------------------- | --------------- |
| Nr.             | Rytter                       | Placering       |
| 62              | Tobias Foss (NOR)            | 6.              |
| 63              | Robert Gesink (NED)          | 30.             |
| 64              | Michel Heßmann (GER)         | 87.             |
| 65              | Pascal Eenkhoorn (NED)       | 75.             |
| 66              | Johannes Staune-Mittet (NOR) | 32.             |

| Quick-Step Alpha Vinyl QST | Quick-Step Alpha Vinyl QST | Quick-Step Alpha Vinyl QST |
| -------------------------- | -------------------------- | -------------------------- |
| Nr.                        | Rytter                     | Placering                  |
| 71                         | Kasper Asgreen (DEN)       | 79.                        |
| 72                         | Tim Declercq (BEL)         | DNS-2                      |
| 73                         | Remco Evenepoel (BEL)      | 1.                         |
| 74                         | Fabio Jakobsen (NED)       | 129.                       |
| 75                         | Yves Lampaert (BEL)        | 83.                        |
| 76                         | Bert Van Lerberghe (BEL)   | 126.                       |
| 77                         | Louis Vervaeke (BEL)       | 35.                        |

| Trek-Segafredo TFS | Trek-Segafredo TFS      | Trek-Segafredo TFS |
| ------------------ | ----------------------- | ------------------ |
| Nr.                | Rytter                  | Placering          |
| 81                 | Filippo Baroncini (ITA) | DNF-1              |
| 82                 | Julien Bernard (FRA)    | 11.                |
| 83                 | Tony Gallopin (FRA)     | 14.                |
| 84                 | Daan Hoole (NED)        | 54.                |
| 85                 | Alexander Kamp (DEN)    | 115.               |
| 86                 | Juan Pedro López (ESP)  | 41.                |

| UAE Team Emirates UAD | UAE Team Emirates UAD  | UAE Team Emirates UAD |
| --------------------- | ---------------------- | --------------------- |
| Nr.                   | Rytter                 | Placering             |
| 91                    | Oliviero Troia (ITA)   | 117.                  |
| 92                    | Sebastián Molano (COL) | DNF-1                 |
| 94                    | Brandon McNulty (USA)  | 2.                    |
| 95                    | Ivo Oliveira (POR)     | 84.                   |
| 96                    | Rui Oliveira (POR)     | 31.                   |

| Alpecin-Fenix AFC | Alpecin-Fenix AFC     | Alpecin-Fenix AFC |
| ----------------- | --------------------- | ----------------- |
| Nr.               | Rytter                | Placering         |
| 101               | Tim Merlier (BEL)     | 114.              |
| 102               | Michael Gogl (AUT)    | 17.               |
| 103               | Xandro Meurisse (BEL) | 21.               |
| 104               | Tobias Bayer (AUT)    | 61.               |
| 105               | Oscar Riesebeek (NED) | DNF-5             |
| 106               | Jay Vine (AUS)        | 68.               |
| 107               | Dries De Bondt (BEL)  | 93.               |

| Caja Rural-Seguros RGA CJR | Caja Rural-Seguros RGA CJR | Caja Rural-Seguros RGA CJR |
| -------------------------- | -------------------------- | -------------------------- |
| Nr.                        | Rytter                     | Placering                  |
| 111                        | Jonathan Lastra (ESP)      | DNS-3                      |
| 112                        | Eduard Prades (ESP)        | 36.                        |
| 113                        | Michal Schlegel (CZE)      | DNF-3                      |
| 114                        | Jhojan García (COL)        | 63.                        |
| 115                        | Iúri Leitão (POR)          | DNF-5                      |
| 116                        | Jokin Murguialday (ESP)    | 119.                       |
| 117                        | Joel Nicolau (ESP)         | 23.                        |

| Euskaltel-Euskadi EUS | Euskaltel-Euskadi EUS  | Euskaltel-Euskadi EUS |
| --------------------- | ---------------------- | --------------------- |
| Nr.                   | Rytter                 | Placering             |
| 121                   | Unai Iribar (ESP)      | 49.                   |
| 122                   | Xabier Azparren (ESP)  | 16.                   |
| 123                   | Unai Cuadrado (ESP)    | DNF-5                 |
| 124                   | Txomin Juaristi (ESP)  | 48.                   |
| 125                   | Iker Ballarin (ESP)    | 121.                  |
| 126                   | Asier Etxeberria (ESP) | 51.                   |
| 127                   | Juan José Lobato (ESP) | DNF-5                 |

| Human Powered Health HPM | Human Powered Health HPM | Human Powered Health HPM |
| ------------------------ | ------------------------ | ------------------------ |
| Nr.                      | Rytter                   | Placering                |
| 133                      | August Jensen (NOR)      | 69.                      |
| 134                      | Colin Joyce (USA)        | 118.                     |
| 135                      | Wessel Krul (NED)        | DNS-1                    |
| 136                      | Kyle Murphy (USA)        | 42.                      |
| 137                      | Nickolas Zukowsky (CAN)  | 111.                     |

| Arkéa-Samsic ARK | Arkéa-Samsic ARK         | Arkéa-Samsic ARK |
| ---------------- | ------------------------ | ---------------- |
| Nr.              | Rytter                   | Placering        |
| 141              | Warren Barguil (FRA)     | 15.              |
| 142              | Thibault Guernalec (FRA) | 8.               |
| 143              | Simon Guglielmi (FRA)    | 25.              |
| 144              | Hugo Hofstetter (FRA)    | 52.              |
| 145              | Anthony Delaplace (FRA)  | 60.              |
| 146              | Clément Russo (FRA)      | 37.              |
| 147              | Connor Swift (GBR)       | 12.              |

| ABTF Betão-Feirense CDF | ABTF Betão-Feirense CDF   | ABTF Betão-Feirense CDF |
| ----------------------- | ------------------------- | ----------------------- |
| Nr.                     | Rytter                    | Placering               |
| 151                     | André Cardoso (POR)       | 74.                     |
| 152                     | Fábio Oliveira (POR)      | DNF-5                   |
| 153                     | Francisco Pereira (POR)   | 133.                    |
| 154                     | Ivo Pinheiro (POR)        | 58.                     |
| 155                     | Micael Isidoro (POR)      | DNF                     |
| 156                     | Venceslau Fernandes (POR) | 90.                     |
| 157                     | Márcio Barbosa (POR)      | 94.                     |

| Atum General-Tavira-Maria Nova Hotel ATM | Atum General-Tavira-Maria Nova Hotel ATM | Atum General-Tavira-Maria Nova Hotel ATM |
| ---------------------------------------- | ---------------------------------------- | ---------------------------------------- |
| Nr.                                      | Rytter                                   | Placering                                |
| 161                                      | Emanuel Duarte (POR)                     | 50.                                      |
| 162                                      | Alejandro Marque (ESP)                   | DNF-5                                    |
| 163                                      | Aleksandr Grigorjev (RUS)                | 80.                                      |
| 164                                      | Álvaro Trueba (ESP)                      | 59.                                      |
| 165                                      | Rafael Lourenço (POR)                    | 86.                                      |
| 166                                      | Delio Fernández (ESP)                    | 57.                                      |
| 167                                      | David Livramento (POR)                   | 110.                                     |

| Aviludo-Louletano-Loulé Concelho AVL | Aviludo-Louletano-Loulé Concelho AVL | Aviludo-Louletano-Loulé Concelho AVL |
| ------------------------------------ | ------------------------------------ | ------------------------------------ |
| Nr.                                  | Rytter                               | Placering                            |
| 171                                  | Carlos Oyarzún (CHI)                 | 76.                                  |
| 172                                  | Vicente García de Mateos (ESP)       | 19.                                  |
| 173                                  | Jesús del Pino (ESP)                 | 91.                                  |
| 174                                  | José Mendes (POR)                    | 112.                                 |
| 175                                  | Tomás Contte (ARG)                   | 72.                                  |
| 176                                  | Rui Rodrigues (POR)                  |                                      |
| 177                                  | Nahuel D'Aquila (ARG)                | DNF-5                                |

| Efapel Cycling EFL | Efapel Cycling EFL     | Efapel Cycling EFL |
| ------------------ | ---------------------- | ------------------ |
| Nr.                | Rytter                 | Placering          |
| 181                | Pedro Andrade (POR)    | DNF-5              |
| 182                | Tiago Antunes (POR)    | 26.                |
| 183                | João Benta (POR)       | 45.                |
| 184                | Francisco Campos (POR) | DNF-1              |
| 185                | Gaspar Gonçalves (POR) | 53.                |
| 186                | Fábio Fernandes (POR)  | DNF-5              |
| 187                | Rafael Silva (POR)     | 92.                |

| Glassdrive-Q8-Anicolor GCT | Glassdrive-Q8-Anicolor GCT | Glassdrive-Q8-Anicolor GCT |
| -------------------------- | -------------------------- | -------------------------- |
| Nr.                        | Rytter                     | Placering                  |
| 191                        | Frederico Figueiredo (POR) | 28.                        |
| 192                        | Javier Moreno (ESP)        | 130.                       |
| 193                        | Fabio Costa (POR)          | 109.                       |
| 194                        | Héctor Sáez (ESP)          | DNF-5                      |
| 195                        | Pedro Silva (POR)          | 105.                       |
| 196                        | Afonso Eulálio (POR)       | DNF-5                      |
| 197                        | Rafael Reis (POR)          | DNF-5                      |

| Kelly-Simoldes-UDO KSU | Kelly-Simoldes-UDO KSU | Kelly-Simoldes-UDO KSU |
| ---------------------- | ---------------------- | ---------------------- |
| Nr.                    | Rytter                 | Placering              |
| 201                    | Luís Gomes (POR)       | 34.                    |
| 202                    | César Fonte (POR)      | 73.                    |
| 203                    | Tiago Leal (POR)       | 89.                    |
| 204                    | Daniel Dias (POR)      | 127.                   |
| 205                    | Hélder Gonçalves (POR) | 88.                    |
| 206                    | Afonso Silva (POR)     | 70.                    |
| 207                    | António Ferreira (POR) | 66.                    |

| LA Alumínios-Credibom-Marcos Car LAA | LA Alumínios-Credibom-Marcos Car LAA | LA Alumínios-Credibom-Marcos Car LAA |
| ------------------------------------ | ------------------------------------ | ------------------------------------ |
| Nr.                                  | Rytter                               | Placering                            |
| 211                                  | André Ramalho (POR)                  | 77.                                  |
| 212                                  | Gonçalo Leaça (POR)                  | 103.                                 |
| 213                                  | João Medeiros (POR)                  | 108.                                 |
| 214                                  | João Macedo (POR)                    | 104.                                 |
| 215                                  | Raul Ribeiro (POR)                   | 132.                                 |
| 216                                  | Rodrigo Caixas (POR)                 | DNF-5                                |
| 217                                  | Rúben Simão (POR)                    | 100.                                 |

| Rádio Popular-Paredes-Boavista RPB | Rádio Popular-Paredes-Boavista RPB | Rádio Popular-Paredes-Boavista RPB |
| ---------------------------------- | ---------------------------------- | ---------------------------------- |
| Nr.                                | Rytter                             | Placering                          |
| 221                                | Luís Felipe Fernandes (POR)        | DNF-5                              |
| 222                                | Daniel Freitas (POR)               | 47.                                |
| 223                                | Pedro Miguel Lopes (POR)           | 78.                                |
| 224                                | César Martingil (POR)              | 131.                               |
| 225                                | Hugo Nunes (POR)                   | DNF-5                              |
| 226                                | Tiago Machado (POR)                | 27.                                |
| 227                                | Vinicio Rodrigues (POR)            | 85.                                |

| Tavfer-Mortágua-Ovos Matinados TAV | Tavfer-Mortágua-Ovos Matinados TAV | Tavfer-Mortágua-Ovos Matinados TAV |
| ---------------------------------- | ---------------------------------- | ---------------------------------- |
| Nr.                                | Rytter                             | Placering                          |
| 231                                | Gonçalo Carvalho (POR)             | 67.                                |
| 232                                | João Matias (POR)                  | 128.                               |
| 233                                | Pedro Pinto (POR)                  | 33.                                |
| 234                                | Rui Carvalho (POR)                 | 122.                               |
| 235                                | Ángel Sánchez Rebollid (ESP)       | 124.                               |
| 236                                | Leangel Linarez (VEN)              | 123.                               |
| 237                                | Nicolás Sáenz (COL)                | 106.                               |

| W52-FC Porto W52 | W52-FC Porto W52            | W52-FC Porto W52 |
| ---------------- | --------------------------- | ---------------- |
| Nr.              | Rytter                      | Placering        |
| 241              | Ricardo Vilela (POR)        | 22.              |
| 242              | Ricardo Mestre (POR)        | DNF-1            |
| 243              | Daniel Mestre (POR)         | 55.              |
| 244              | José Gonçalves (POR)        | 65.              |
| 245              | José Neves (POR) (landevej) | 46.              |
| 246              | Amaro Antunes (POR)         | 43.              |
| 247              | Samuel Caldeira (POR)       | 120.             |

| Ineos Grenadiers IGD | Ineos Grenadiers IGD                | Ineos Grenadiers IGD |
| -------------------- | ----------------------------------- | -------------------- |
| Nr.                  | Rytter                              | Placering            |
| 1                    | Ethan Hayter (GBR) (enkeltstart)    | 4.                   |
| 2                    | Jonathan Castroviejo (ESP)          | 29.                  |
| 3                    | Daniel Martínez (COL) (enkeltstart) | 3.                   |
| 4                    | Tom Pidcock (GBR)                   | DNF-5                |
| 5                    | Geraint Thomas (GBR)                | 62.                  |
| 6                    | Ben Tulett (GBR)                    | 102.                 |
| 7                    | Dylan van Baarle (NED)              | 10.                  |

| Astana Qazaqstan Team AST | Astana Qazaqstan Team AST | Astana Qazaqstan Team AST |
| ------------------------- | ------------------------- | ------------------------- |
| Nr.                       | Rytter                    | Placering                 |
| 11                        | Samuele Battistella (ITA) | DNF-5                     |
| 12                        | Javier Romo (ESP)         | DNF-5                     |
| 13                        | Leonardo Basso (ITA)      | 107.                      |
| 14                        | Joe Dombrowski (USA)      | 125.                      |
| 15                        | Michele Gazzoli (ITA)     | 96.                       |
| 16                        | Dmitrij Gruzdev (KAZ)     | 81.                       |
| 17                        | Davide Martinelli (ITA)   | 99.                       |

| Bora-Hansgrohe BOH | Bora-Hansgrohe BOH              | Bora-Hansgrohe BOH |
| ------------------ | ------------------------------- | ------------------ |
| Nr.                | Rytter                          | Placering          |
| 21                 | Sergio Higuita (COL) (landevej) | 13.                |
| 22                 | Luis-Joe Lührs (GER)            | DNF-3              |
| 23                 | Jonas Koch (GER)                | 40.                |
| 24                 | Jordi Meeus (BEL)               | 116.               |
| 25                 | Anton Palzer (GER)              | 24.                |
| 26                 | Nils Politt (GER)               | DNS-2              |
| 27                 | Lukas Pöstlberger (AUT)         | 95.                |

| Cofidis COF | Cofidis COF                      | Cofidis COF |
| ----------- | -------------------------------- | ----------- |
| Nr.         | Rytter                           | Placering   |
| 31          | Jon Izagirre (ESP) (enkeltstart) | DNF-2       |
| 32          | Jelle Wallays (BEL)              | DNS-1       |
| 33          | Tom Bohli (SUI)                  | 97.         |
| 34          | Davide Cimolai (ITA)             | 113.        |
| 35          | Bryan Coquard (FRA)              | 71.         |
| 36          | José Herrada (ESP)               | 20.         |
| 37          | André Carvalho (POR)             | 39.         |

| Groupama-FDJ GFC | Groupama-FDJ GFC                | Groupama-FDJ GFC |
| ---------------- | ------------------------------- | ---------------- |
| Nr.              | Rytter                          | Placering        |
| 41               | David Gaudu (FRA)               | 5.               |
| 42               | Stefan Küng (SUI) (enkeltstart) | 7.               |
| 43               | Olivier Le Gac (FRA)            | 44.              |
| 44               | Fabian Lienhard (SUI)           | 101.             |
| 45               | Attila Valter (HUN)             | 38.              |
| 46               | Lars van den Berg (NED)         | DNF-2            |

| Intermarché-Wanty-Gobert Matériaux IWG | Intermarché-Wanty-Gobert Matériaux IWG | Intermarché-Wanty-Gobert Matériaux IWG |
| -------------------------------------- | -------------------------------------- | -------------------------------------- |
| Nr.                                    | Rytter                                 | Placering                              |
| 51                                     | Sven Erik Bystrøm (NOR)                | 9.                                     |
| 52                                     | Loïc Vliegen (BEL)                     | 56.                                    |
| 53                                     | Aimé De Gendt (BEL)                    | 82.                                    |
| 54                                     | Alexander Kristoff (NOR)               | 98.                                    |
| 55                                     | Andrea Pasqualon (ITA)                 | DNS-3                                  |
| 56                                     | Adrien Petit (FRA)                     | 64.                                    |
| 57                                     | Georg Zimmermann (GER)                 | 18.                                    |

| Jumbo-Visma TJV | Jumbo-Visma TJV              | Jumbo-Visma TJV |
| --------------- | ---------------------------- | --------------- |
| Nr.             | Rytter                       | Placering       |
| 62              | Tobias Foss (NOR)            | 6.              |
| 63              | Robert Gesink (NED)          | 30.             |
| 64              | Michel Heßmann (GER)         | 87.             |
| 65              | Pascal Eenkhoorn (NED)       | 75.             |
| 66              | Johannes Staune-Mittet (NOR) | 32.             |

| Quick-Step Alpha Vinyl QST | Quick-Step Alpha Vinyl QST | Quick-Step Alpha Vinyl QST |
| -------------------------- | -------------------------- | -------------------------- |
| Nr.                        | Rytter                     | Placering                  |
| 71                         | Kasper Asgreen (DEN)       | 79.                        |
| 72                         | Tim Declercq (BEL)         | DNS-2                      |
| 73                         | Remco Evenepoel (BEL)      | 1.                         |
| 74                         | Fabio Jakobsen (NED)       | 129.                       |
| 75                         | Yves Lampaert (BEL)        | 83.                        |
| 76                         | Bert Van Lerberghe (BEL)   | 126.                       |
| 77                         | Louis Vervaeke (BEL)       | 35.                        |

| Trek-Segafredo TFS | Trek-Segafredo TFS      | Trek-Segafredo TFS |
| ------------------ | ----------------------- | ------------------ |
| Nr.                | Rytter                  | Placering          |
| 81                 | Filippo Baroncini (ITA) | DNF-1              |
| 82                 | Julien Bernard (FRA)    | 11.                |
| 83                 | Tony Gallopin (FRA)     | 14.                |
| 84                 | Daan Hoole (NED)        | 54.                |
| 85                 | Alexander Kamp (DEN)    | 115.               |
| 86                 | Juan Pedro López (ESP)  | 41.                |

| UAE Team Emirates UAD | UAE Team Emirates UAD  | UAE Team Emirates UAD |
| --------------------- | ---------------------- | --------------------- |
| Nr.                   | Rytter                 | Placering             |
| 91                    | Oliviero Troia (ITA)   | 117.                  |
| 92                    | Sebastián Molano (COL) | DNF-1                 |
| 94                    | Brandon McNulty (USA)  | 2.                    |
| 95                    | Ivo Oliveira (POR)     | 84.                   |
| 96                    | Rui Oliveira (POR)     | 31.                   |

| Alpecin-Fenix AFC | Alpecin-Fenix AFC     | Alpecin-Fenix AFC |
| ----------------- | --------------------- | ----------------- |
| Nr.               | Rytter                | Placering         |
| 101               | Tim Merlier (BEL)     | 114.              |
| 102               | Michael Gogl (AUT)    | 17.               |
| 103               | Xandro Meurisse (BEL) | 21.               |
| 104               | Tobias Bayer (AUT)    | 61.               |
| 105               | Oscar Riesebeek (NED) | DNF-5             |
| 106               | Jay Vine (AUS)        | 68.               |
| 107               | Dries De Bondt (BEL)  | 93.               |

| Caja Rural-Seguros RGA CJR | Caja Rural-Seguros RGA CJR | Caja Rural-Seguros RGA CJR |
| -------------------------- | -------------------------- | -------------------------- |
| Nr.                        | Rytter                     | Placering                  |
| 111                        | Jonathan Lastra (ESP)      | DNS-3                      |
| 112                        | Eduard Prades (ESP)        | 36.                        |
| 113                        | Michal Schlegel (CZE)      | DNF-3                      |
| 114                        | Jhojan García (COL)        | 63.                        |
| 115                        | Iúri Leitão (POR)          | DNF-5                      |
| 116                        | Jokin Murguialday (ESP)    | 119.                       |
| 117                        | Joel Nicolau (ESP)         | 23.                        |

| Euskaltel-Euskadi EUS | Euskaltel-Euskadi EUS  | Euskaltel-Euskadi EUS |
| --------------------- | ---------------------- | --------------------- |
| Nr.                   | Rytter                 | Placering             |
| 121                   | Unai Iribar (ESP)      | 49.                   |
| 122                   | Xabier Azparren (ESP)  | 16.                   |
| 123                   | Unai Cuadrado (ESP)    | DNF-5                 |
| 124                   | Txomin Juaristi (ESP)  | 48.                   |
| 125                   | Iker Ballarin (ESP)    | 121.                  |
| 126                   | Asier Etxeberria (ESP) | 51.                   |
| 127                   | Juan José Lobato (ESP) | DNF-5                 |

| Human Powered Health HPM | Human Powered Health HPM | Human Powered Health HPM |
| ------------------------ | ------------------------ | ------------------------ |
| Nr.                      | Rytter                   | Placering                |
| 133                      | August Jensen (NOR)      | 69.                      |
| 134                      | Colin Joyce (USA)        | 118.                     |
| 135                      | Wessel Krul (NED)        | DNS-1                    |
| 136                      | Kyle Murphy (USA)        | 42.                      |
| 137                      | Nickolas Zukowsky (CAN)  | 111.                     |

| Arkéa-Samsic ARK | Arkéa-Samsic ARK         | Arkéa-Samsic ARK |
| ---------------- | ------------------------ | ---------------- |
| Nr.              | Rytter                   | Placering        |
| 141              | Warren Barguil (FRA)     | 15.              |
| 142              | Thibault Guernalec (FRA) | 8.               |
| 143              | Simon Guglielmi (FRA)    | 25.              |
| 144              | Hugo Hofstetter (FRA)    | 52.              |
| 145              | Anthony Delaplace (FRA)  | 60.              |
| 146              | Clément Russo (FRA)      | 37.              |
| 147              | Connor Swift (GBR)       | 12.              |

| ABTF Betão-Feirense CDF | ABTF Betão-Feirense CDF   | ABTF Betão-Feirense CDF |
| ----------------------- | ------------------------- | ----------------------- |
| Nr.                     | Rytter                    | Placering               |
| 151                     | André Cardoso (POR)       | 74.                     |
| 152                     | Fábio Oliveira (POR)      | DNF-5                   |
| 153                     | Francisco Pereira (POR)   | 133.                    |
| 154                     | Ivo Pinheiro (POR)        | 58.                     |
| 155                     | Micael Isidoro (POR)      | DNF                     |
| 156                     | Venceslau Fernandes (POR) | 90.                     |
| 157                     | Márcio Barbosa (POR)      | 94.                     |

| Atum General-Tavira-Maria Nova Hotel ATM | Atum General-Tavira-Maria Nova Hotel ATM | Atum General-Tavira-Maria Nova Hotel ATM |
| ---------------------------------------- | ---------------------------------------- | ---------------------------------------- |
| Nr.                                      | Rytter                                   | Placering                                |
| 161                                      | Emanuel Duarte (POR)                     | 50.                                      |
| 162                                      | Alejandro Marque (ESP)                   | DNF-5                                    |
| 163                                      | Aleksandr Grigorjev (RUS)                | 80.                                      |
| 164                                      | Álvaro Trueba (ESP)                      | 59.                                      |
| 165                                      | Rafael Lourenço (POR)                    | 86.                                      |
| 166                                      | Delio Fernández (ESP)                    | 57.                                      |
| 167                                      | David Livramento (POR)                   | 110.                                     |

| Aviludo-Louletano-Loulé Concelho AVL | Aviludo-Louletano-Loulé Concelho AVL | Aviludo-Louletano-Loulé Concelho AVL |
| ------------------------------------ | ------------------------------------ | ------------------------------------ |
| Nr.                                  | Rytter                               | Placering                            |
| 171                                  | Carlos Oyarzún (CHI)                 | 76.                                  |
| 172                                  | Vicente García de Mateos (ESP)       | 19.                                  |
| 173                                  | Jesús del Pino (ESP)                 | 91.                                  |
| 174                                  | José Mendes (POR)                    | 112.                                 |
| 175                                  | Tomás Contte (ARG)                   | 72.                                  |
| 176                                  | Rui Rodrigues (POR)                  |                                      |
| 177                                  | Nahuel D'Aquila (ARG)                | DNF-5                                |

| Efapel Cycling EFL | Efapel Cycling EFL     | Efapel Cycling EFL |
| ------------------ | ---------------------- | ------------------ |
| Nr.                | Rytter                 | Placering          |
| 181                | Pedro Andrade (POR)    | DNF-5              |
| 182                | Tiago Antunes (POR)    | 26.                |
| 183                | João Benta (POR)       | 45.                |
| 184                | Francisco Campos (POR) | DNF-1              |
| 185                | Gaspar Gonçalves (POR) | 53.                |
| 186                | Fábio Fernandes (POR)  | DNF-5              |
| 187                | Rafael Silva (POR)     | 92.                |

| Glassdrive-Q8-Anicolor GCT | Glassdrive-Q8-Anicolor GCT | Glassdrive-Q8-Anicolor GCT |
| -------------------------- | -------------------------- | -------------------------- |
| Nr.                        | Rytter                     | Placering                  |
| 191                        | Frederico Figueiredo (POR) | 28.                        |
| 192                        | Javier Moreno (ESP)        | 130.                       |
| 193                        | Fabio Costa (POR)          | 109.                       |
| 194                        | Héctor Sáez (ESP)          | DNF-5                      |
| 195                        | Pedro Silva (POR)          | 105.                       |
| 196                        | Afonso Eulálio (POR)       | DNF-5                      |
| 197                        | Rafael Reis (POR)          | DNF-5                      |

| Kelly-Simoldes-UDO KSU | Kelly-Simoldes-UDO KSU | Kelly-Simoldes-UDO KSU |
| ---------------------- | ---------------------- | ---------------------- |
| Nr.                    | Rytter                 | Placering              |
| 201                    | Luís Gomes (POR)       | 34.                    |
| 202                    | César Fonte (POR)      | 73.                    |
| 203                    | Tiago Leal (POR)       | 89.                    |
| 204                    | Daniel Dias (POR)      | 127.                   |
| 205                    | Hélder Gonçalves (POR) | 88.                    |
| 206                    | Afonso Silva (POR)     | 70.                    |
| 207                    | António Ferreira (POR) | 66.                    |

| LA Alumínios-Credibom-Marcos Car LAA | LA Alumínios-Credibom-Marcos Car LAA | LA Alumínios-Credibom-Marcos Car LAA |
| ------------------------------------ | ------------------------------------ | ------------------------------------ |
| Nr.                                  | Rytter                               | Placering                            |
| 211                                  | André Ramalho (POR)                  | 77.                                  |
| 212                                  | Gonçalo Leaça (POR)                  | 103.                                 |
| 213                                  | João Medeiros (POR)                  | 108.                                 |
| 214                                  | João Macedo (POR)                    | 104.                                 |
| 215                                  | Raul Ribeiro (POR)                   | 132.                                 |
| 216                                  | Rodrigo Caixas (POR)                 | DNF-5                                |
| 217                                  | Rúben Simão (POR)                    | 100.                                 |

| Rádio Popular-Paredes-Boavista RPB | Rádio Popular-Paredes-Boavista RPB | Rádio Popular-Paredes-Boavista RPB |
| ---------------------------------- | ---------------------------------- | ---------------------------------- |
| Nr.                                | Rytter                             | Placering                          |
| 221                                | Luís Felipe Fernandes (POR)        | DNF-5                              |
| 222                                | Daniel Freitas (POR)               | 47.                                |
| 223                                | Pedro Miguel Lopes (POR)           | 78.                                |
| 224                                | César Martingil (POR)              | 131.                               |
| 225                                | Hugo Nunes (POR)                   | DNF-5                              |
| 226                                | Tiago Machado (POR)                | 27.                                |
| 227                                | Vinicio Rodrigues (POR)            | 85.                                |

| Tavfer-Mortágua-Ovos Matinados TAV | Tavfer-Mortágua-Ovos Matinados TAV | Tavfer-Mortágua-Ovos Matinados TAV |
| ---------------------------------- | ---------------------------------- | ---------------------------------- |
| Nr.                                | Rytter                             | Placering                          |
| 231                                | Gonçalo Carvalho (POR)             | 67.                                |
| 232                                | João Matias (POR)                  | 128.                               |
| 233                                | Pedro Pinto (POR)                  | 33.                                |
| 234                                | Rui Carvalho (POR)                 | 122.                               |
| 235                                | Ángel Sánchez Rebollid (ESP)       | 124.                               |
| 236                                | Leangel Linarez (VEN)              | 123.                               |
| 237                                | Nicolás Sáenz (COL)                | 106.                               |

| W52-FC Porto W52 | W52-FC Porto W52            | W52-FC Porto W52 |
| ---------------- | --------------------------- | ---------------- |
| Nr.              | Rytter                      | Placering        |
| 241              | Ricardo Vilela (POR)        | 22.              |
| 242              | Ricardo Mestre (POR)        | DNF-1            |
| 243              | Daniel Mestre (POR)         | 55.              |
| 244              | José Gonçalves (POR)        | 65.              |
| 245              | José Neves (POR) (landevej) | 46.              |
| 246              | Amaro Antunes (POR)         | 43.              |
| 247              | Samuel Caldeira (POR)       | 120.             |